# Aphelandra kuna
Aphelandra kuna là một loài thực vật có hoa trong họ Ô rô. Loài này được T.F.Daniel & McDade mô tả khoa học đầu tiên năm 1995.